# Chiesa di San Bartolomeo (Castell'Ottieri)
La chiesa di San Bartolomeo è un edificio sacro situato a Castell'Ottieri, nel comune di Sorano nella provincia di Grosseto.

## Storia
La chiesa di San Bartolomeo fu edificata intorno alla metà del XVI secolo, grazie al lascito testamentario di mille fiorini, moneta senese usuale e corrente, devoluto per tale scopo agli eredi del vescovo Sinolfo da Castell'Ottieri, tesoriere di Sisto IV, ed in particolare al fratello Guidone conte di Montorio, per assolvere quanto avevano già ordinato i loro antecessori, con l'impegno altresì che anche la salma del prelato venisse trasferita dalla basilica di Santa Maria del Popolo di Roma per essere deposta nella nuova chiesa da fabbricarsi in Castell'Ottieri.

## Descrizione

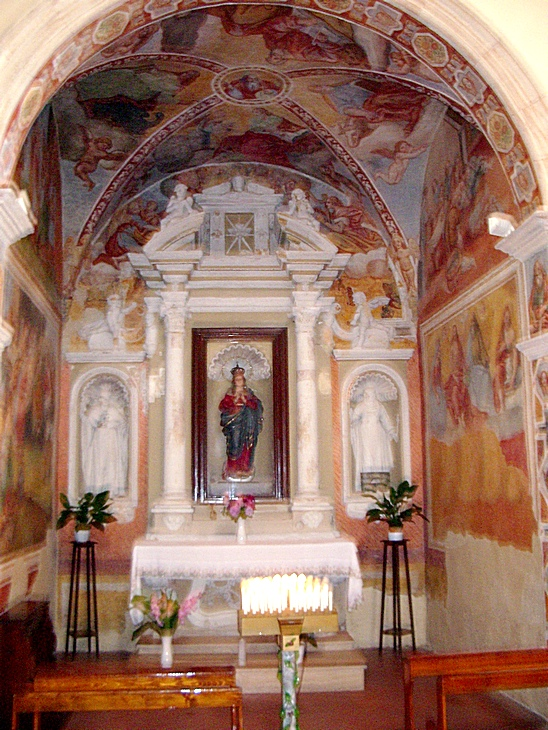
Affreschi nella chiesa di San Bartolomeo

La chiesa, più volte ristrutturata nel corso dei secoli, conserva una Madonna in gloria con i santi Bartolomeo e Nicola, affresco datato 1590, e un ampio ciclo di affreschi riconducibili alla scuola dei Nasini (XVII secolo).